# La Scala

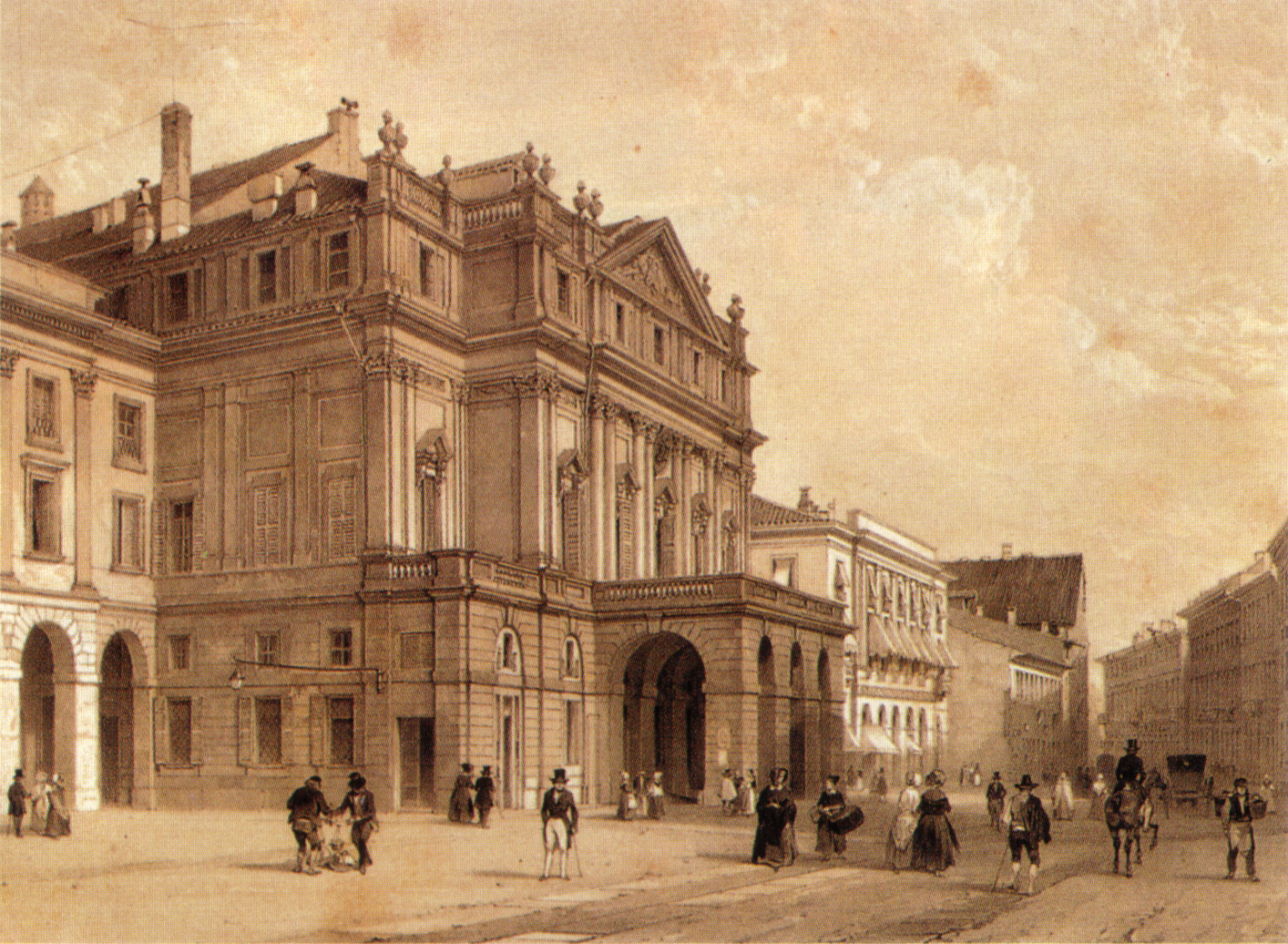
XIX-wieczny szkic przedstawiający Teatro alla Scala

La Scala, właśc. Teatro alla Scala – teatr operowy w Mediolanie, jeden z najsłynniejszych na świecie. Gmach teatru zaprojektował w latach 1776–1778 architekt Giuseppe Piermarini. Na podstawie jego planów, w ciągu dwóch lat powstał gmach z klasycystyczną fasadą. W teatrze mieściło się ponad 3000 widzów, iluminowany był tysiącem świec, posiadał 5 wieńców lóż, z których każda była inna.
Nazwa „Teatro alla Scala” pochodzi od nazwiska księżnej Beatrycze Reginy della Scala, żony księcia Bernabo Viscontiego, fundatora kościoła Santa Maria alla Scala zbudowanego w XIV wieku, który stał niegdyś na placu budowy nowego gmachu opery. Przedstawienie inauguracyjne (opera Salieriego L'Europa riconosciuta) odbyło się 3 sierpnia 1778 roku. Poczynając od końca XVIII wieku La Scala odgrywa rolę centrum sztuki operowej o znaczeniu międzynarodowym. Mieści 3600 osób.
La Scala jest piątym wielkim budynkiem operowym, jaki został wybudowany w XVIII wieku we Włoszech.  
Wiele włoskich oper powstało z przeznaczeniem do wykonania na tej scenie, m.in. dzieła operowe takie jak Turek we Włoszech Rossiniego, Norma Belliniego, Lucrezia Borgia Donizettiego, Madame Butterfly i Turandot Pucciniego, Mefistofeles Arrigo Boito czy Nabucco, Otello i Falstaff Giuseppe Verdiego).
W latach 2000–2004 przeprowadzono prace renowacyjne pod nadzorem Maria Botty, całość kosztowała 61,5 milionów euro. W czasie tych prac wzniesiono wysoką na 38 metrów wieżę sięgającą dodatkowo 16 metrów w głąb, a także dobudówkę w kształcie elipsy. 7 grudnia 2004 roku odbył się wieczór galowy zorganizowany z okazji ponownego otwarcia gmachu. W gali wzięło udział 2 tysiące osób, które płaciły nawet ponad 2 tys. euro za bilet.

## Dyrektorzy muzyczni/dyrygenci prowadzący przedstawienia
- Franco Faccio (1871–1889)
- Arturo Toscanini (1898–1908)
- Tullio Serafin (1909–1914, 1917–1918)
- Teatr nieczynny w latach 1918–1920
- Arturo Toscanini (1921–1929)
- Victor de Sabata (1930–1953)
- Carlo Maria Giulini (1953–1956)
- Guido Cantelli (1956)
- Gianandrea Gavazzeni (1966–1968)
- Claudio Abbado (1968–1986)
- Riccardo Muti (1986–2005)
- Daniel Barenboim (2006–2011) jako główny dyrygent gościnny
- Daniel Barenboim (2011–2014) jako dyrektor muzyczny
- Riccardo Chailly (od 2015)[1]